# Kökars fjärden
Kökars fjärden är en vid fjärd i Skärgårdshavet i kommunerna Föglö, Kökar och Sottunga på Åland.

## Namnet
Kökars fjärdens namn är en konstruktion av genitiv plus bestämd form, dylika tvåordsfraser förekommer i vissa finlandssvenska dialekter. Namnet uttalas med tryck på fjärden.